# Троицкий Урай
Троицкий Урай — село в Рыбно-Слободском районе Татарстана. Административный центр Троицко-Урайского сельского поселения.

## География
Находится в центральной части Татарстана на расстоянии приблизительно 3 км на восток по прямой от районного центра поселка Рыбная Слобода на берегу Куйбышевского водохранилища.

## История
Основано в 1700 году на месте Ураевской пустыни, возникшей в начале XVII века. Упоминалось также как Урай, Урай-Монастырь, Троицкое, Богородское. В 1864 году была построена Троицкая церковь.

## Население
Постоянных жителей было: в 1782 году — 1023 души мужского пола, в 1859—1549, в 1897—1607, в 1908—1801, в 1920—1817, в 1926—1685, в 1938—1484, в 1949—930, в 1958—615, в 1970—410, в 1989—562, в 2002 году 528 (русские 39 %, татары 57 %), в 2010 году 486.